# Fundusz Socjalny Wsi
Fundusz Socjalny Wsi – instrument finansowy służący do wspierania poziomu życia mieszkańców wsi. Fundusz istniał w latach 1989–1990.

## Utworzenie Funduszu Socjalnego Wsi
Na podstawie ustawy z 1989 r. o utworzeniu Funduszu Socjalnego Wsi powstał nowy Fundusz.

## Struktura Funduszu
Fundusz składał się z funduszy terenowych tworzonych w gminach i miastach oraz z funduszu centralnego.

## Cel Funduszu
Fundusz przeznaczony był na zaspokajanie potrzeb socjalno-bytowych rolników i członków ich rodzin, podlegających ubezpieczeniu społecznemu rolników indywidualnych i członków ich rodzin oraz osób korzystających z tego ubezpieczenia, a także na dofinansowanie, innych celów społecznych, określonych w ustawie.

## Dochody Funduszu terenowego
Dochodami funduszy terenowych były:
- wpłaty podmiotów gospodarczych prowadzących skup produktów rolnych bezpośrednio od producentów, dokonywane w ciężar kosztów, w wysokości co najmniej 0,5% wartości skupionych produktów,
- dobrowolne wpłaty organizacji społeczno-zawodowych rolników i ich jednostek gospodarczych oraz innych osób prawnych i osób fizycznych,
- dotacje budżetowe,
- środki przekazywane przez rady narodowe,
- zysk z imprez artystycznych, rozrywkowych i sportowych, organizowanych na rzecz funduszy,
- nadwyżki wpływów z gier liczbowych, w części określonej w ich regulaminach,
- inne wpłaty i darowizny.
- Środkami funduszu terenowego dysponowała rada narodowa. Rada narodowa uchwalała rzeczowy i finansowy plan funduszu, po zasięgnięciu opinii właściwych gminnych organów społeczno-zawodowych organizacji rolniczych i związków zawodowych rolników indywidualnych. Środki funduszu gromadzone były na wyodrębnionym rachunku bankowym terenowego organu administracji państwowej i wydatkowane zgodnie z uchwalonym przez radę narodową planem finansowym.

## Dochody Funduszu centralnego
Dochodami funduszu centralnego były:
- 20% wpływów podmiotów gospodarczych prowadzących skup produktów rolnych bezpośrednio od producentów,
- wpływy środków przeznaczonych przez rady narodowe,
- inne wpłaty i darowizny.

Środki funduszu centralnego przeznaczone były na dofinansowanie funduszy terenowych oraz celów o zasięgu ponadlokalnym. Środkami funduszu centralnego dysponował Krajowy Związek Rolników, Kółek i Organizacji Rolniczych w porozumieniu z Niezależnym Samorządnym Związkiem Zawodowym Rolników Indywidualnych „Solidarność”. Środki funduszu centralnego gromadzone były na wyodrębnionym rachunku bankowym Krajowego Związku Rolników, Kółek i Organizacji Rolniczych.

## Kierunki przeznaczenia Funduszu
Środki funduszy terenowych przeznaczane były na realizację na terenie jednostek podziału terytorialnego podstawowych celów, w tym na:
- dofinansowywanie kosztów wypoczynku,
- dofinansowywanie kosztów żywienia dzieci w szkołach,
- pomoc finansową na działalność kulturalną,
- upowszechnianie oświaty zdrowotnej i kultury fizycznej,
- dofinansowywanie kosztów zorganizowanych form opieki nad dziećmi,
- pomoc finansową lub rzeczową dla osób określonych w art. 1 ust. 4, będących w trudnej sytuacji materialnej,
- dofinansowywanie kosztów budowy i modernizacji obiektów ochrony zdrowia dla rolników, w szczególności ośrodków zdrowia, sanatoriów, domów wczasowych i domów rencisty,
- finansowanie innych celów socjalno-bytowych.

## Zniesienie Funduszu
Na podstawie ustawy z 1990 r. o zniesieniu i likwidacji niektórych funduszy przeszedł w stan likwidacji Fundusz Socjalny Wsi.